# Telefontäter von Marzahn
Die mediale Bezeichnung Telefontäter von Marzahn behandelt einen Kriminalfall, der sich in den 1980er-Jahren in der DDR ereignete.

## Geschichte
Im Ost-Berliner Stadtteil Marzahn belästigte rund eineinhalb Jahre lang, von Ende 1985 bis April 1987, ein anonymer Anrufer zunächst jüngere Frauen, um ihnen ihre sexuellen Geheimnisse zu entlocken. Später rief er bei Familien an, zu einer Tageszeit, zu der die Kinder sich vermutlich allein in der Wohnung befanden. Er gab sich oftmals als Mitarbeiter der populärwissenschaftlichen DDR-Fernsehsendung Fernseh-Urania aus. Dabei zwang er die Kinder, allesamt im Alter von sechs bis 13 Jahren, sonderbare Experimente durchzuführen, die unter gewissen Umständen zum Tode hätten führen können. Einige Kinder erzählten ab Dezember 1986 ihren Eltern davon, die daraufhin die Volkspolizei verständigten. Alle befragten Personen sagten dabei in ihren Vernehmungen unabhängig voneinander aus, dass der Mann aufgrund der Hintergrundgeräusche aus einer Telefonzelle angerufen haben müsse.
Die Ermittler observierten daraufhin ab Mitte Februar 1987 fast alle Telefonzellen im Stadtteil Marzahn und legten zudem Fangschaltungen. Für diesen Fall arbeitete die Volkspolizei auch intensiv mit dem Ministerium für Staatssicherheit zusammen.  
Am 27. April 1987 wurde ein Tatverdächtiger verhaftet. Es handelte sich dabei um den 20-jährigen Baumaschinisten Thomas S., der einige Tage später in einer Vernehmung gestand, in eineinhalb Jahren etwa 150-mal belästigende Anrufe aus verschiedenen Telefonzellen getätigt zu haben. 
Thomas S. wurde im Juni 1988 zu insgesamt 13 Jahren Haft verurteilt, darunter auch wegen versuchten Mordes in fünf Fällen.

## Medien
Zu DDR-Zeiten wurde der Fall in der Presse nicht publiziert. In der Bevölkerung sprach sich der Fall trotzdem herum, teils angereichert mit Gerüchten und Spekulationen. Erst nach der Wende wurde er durch Artikel in verschiedenen Tageszeitungen und Dokumentationen im Fernsehen öffentlich bekannt. Er wurde dabei oftmals als Telefontäter von Marzahn oder Telefonmörder von Marzahn bezeichnet.
Der Fall wurde im Jahr 1991 in dem Film Polizeiruf 110: Mit dem Anruf kommt der Tod behandelt.
In der 5. Folge der Dokumentationsreihe Mysteriöse Kriminalfälle der DDR (Erstausstrahlung: 20. August 2019) wurde der Fall ebenfalls thematisiert.